# Ceutorhynchus gallorhenanus
Ceutorhynchus gallorhenanus är en skalbaggsart som beskrevs av Hoffmann 1954. Ceutorhynchus gallorhenanus ingår i släktet Ceutorhynchus, och familjen vivlar. Arten är reproducerande i Sverige.